# Carrascosa de Haro
Pour les articles homonymes, voir Carrascosa.
Carrascosa de Haro est une municipalité espagnole de la province de Cuenca, dans la région autonome de Castille-La Manche.